# IC 2708
IC 2708 ist eine elliptische Galaxie vom Hubble-Typ E0 im Sternbild Löwe am Nordsternhimmel. Sie ist schätzungsweise 265 Millionen Lichtjahre von der Milchstraße entfernt.
Das Objekt wurde am 27. März 1906 von Max Wolf entdeckt.